# The 5.6.7.8's (album)
The 5.6.7.8's è il secondo album del gruppo rock giapponese The 5.6.7.8's, pubblicato nel 1994. Tra le tracce è possibile trovare la canzone "I Walk Like Jayne Mansfield", che fa parte della colonna sonora del film Kill Bill Vol. 1.

## Tracce
1. Harlem Nocturne
2. Oriental Rock
3. I Walk Like Jayne Mansfield
4. Arkansas Twist
5. Handsome Man
6. Rockin' Rochester
7. One Potato
8. Long Tall Sally
9. Cat Fight Run
10. I Don't Need You No More
11. Highschool Witch
12. Teenage Cleopatra
13. Tallahassee Lassie
14. Scream